# Васькино (Кочёвский район, у д. Сеполь)
Васькино (Васькина) — деревня в Кочёвском районе Пермского края. Входит в состав Кочёвского сельского поселения. Располагается юго-восточнее районного центра, села Кочёво. Расстояние до районного центра составляет 18 км, до деревни Сеполь — 3 км.

## История
По данным на 1 июля 1963 года, в деревне проживало 122 человека. Населённый пункт входил в состав Сепольского сельсовета на конец 1962 года.
Согласно Всероссийской переписи населения 2002 года, здесь проживал 51 человек; деревня относилась к Сепольскому сельсовету (Кочёвский район Коми-Пермяцкого автономного округа).
По Всероссийской переписи населения 2010 года, в деревне было 22 человека (11 мужчин и 11 женщин).